# 2. Sinfonie (Tschaikowski)
Die Sinfonie Nr. 2 c-Moll op. 17 (Kleinrussische) ist eine 1872 komponierte Sinfonie des russischen Komponisten Pjotr Iljitsch Tschaikowski. Der Beiname beruht auf Tschaikowskis Verwendung ukrainischer Volksmelodien in dieser Sinfonie. 1879/80 entstand eine zweite Fassung, die heute für gewöhnlich aufgeführt wird.

## Entstehung
Die Sinfonie entstand im Jahre 1872 während eines Urlaubsaufenthalts Tschaikowskis bei seiner Schwester in Kamjanka in Kleinrussland, der heutigen Ukraine.

## Zur Musik

### Orchesterbesetzung
Piccoloflöte, zwei Flöten, zwei Oboen, zwei Klarinetten, zwei Fagotte, vier Waldhörner, zwei Trompeten, drei Posaunen, Tuba, Pauken, Streichinstrumente, sowie im letzten Satz Becken, Große Trommel, Tamtam.

### Satzbezeichnungen
1. Andante sostenuto – Allegro vivo
2. Andantino marziale quasi moderato
3. Scherzo. Allegro molto vivace
4. Finale. Moderato assai

### Analyse
Im ersten Satz erklingt als Hornsolo, begleitet von zwei rhythmischen Themen in den Holzbläsern, das Volkslied Drunten bei der Mutter Wolga (dessen Titel sich jedoch nicht belegen lässt). Im dreiteiligen zweiten Satz erklingt im ersten und dritten Teil der Hochzeitszug aus Tschaikowskis Oper Undine (die der Komponist nach Kritikerverrissen vernichtet hatte); im zweiten Teil verwendet Tschaikowski das Volkslied Spinn, meine Spinnerin. Im dritten Satz folgt nach einem stürmischen Teil ein Trio im 2/8-Takt, in dem ein ukrainisches Scherzlied verarbeitet wird. Der vierte Satz orientiert sich an Ludwig van Beethovens dritter Sinfonie, der Eroica. Im mittleren Teil, dem Allegro vivo, wird das Volkslied Der Kranich variiert.

## Wirkung
Die Uraufführung fand am 26. Januar 1873 in Moskau statt; Dirigent war der mit Tschaikowski befreundete Nikolai Grigorjewitsch Rubinstein. Sowohl Publikum als auch Kritik werteten die Sinfonie als „nationale Errungenschaft“. In den Jahren 1879/1880 erfuhr die Sinfonie eine gründliche Umarbeitung durch Tschaikowski. In dieser Form erklang sie erstmals 1881 in St. Petersburg.
Der Musiker Hans von Bülow lobte an der Sinfonie, ebenso wie bereits vorher bei Tschaikowskis erster Sinfonie, deren Melodienreichtum. Trotzdem stehen die ersten drei Sinfonien des russischen Komponisten im Schatten des Erfolges von Tschaikowskis „drei Großen“, nämlich der vierten, fünften und sechsten Sinfonie.

## Belege
- Christoph Hahn, Siegmar Hohl (Hrsg.): Bertelsmann Konzertführer. Bertelsmann Lexikon Verlag, Gütersloh/München 1993, ISBN 3-570-10519-9.
- Elfi M. Haller(?): 2. Sinfonie c-Moll op. 17. In: Harenberg-Konzertführer. Harenberg Kommunikation, Dortmund 1996, ISBN 3-611-00535-5, S. 870–871.
- Begleitheft der Doppel-CD Tchaikovsky – Symphonies Nos. 1-3, Philips Classics, 1995.